# Серебровський Олександр Павлович
Олександр Павлович Серебровський (25 грудня 1884, місто Уфа, тепер Башкортостан, Російська Федерація — розстріляний 10 лютого 1938, місто Москва, тепер Російська Федерація) — радянський державний діяч, організатор промисловості, голова правління «Азнафти», начальник «Головзолота», заступник народного комісара важкої промисловості СРСР. Член ЦВК СРСР. Кандидат у члени ЦК ВКП(б) у 1925—1937 роках.

## Життєпис
Народився в родині службовця, потомственого почесного громадянина, колишнього політичного засланця—народовольця.
У 1898—1900 роках — учень слюсаря залізничних майстерень міста Уфи. У 1900—1902 роках — слюсар лісопильного заводу в Уфі.
У 1902 році закінчив екстерном гімназію в Уфі. У 1902 році вступив до Петербурзького технологічного інституту, через участь у студентських заворушеннях відправлений назад до Уфи та заарештований. З 1902 по 1903 рік перебував у в'язницях Уфи та Самари.
Член РСДРП(б) з серпня 1903 року.
У 1903—1904 роках — на засланні. У 1904—1905 роках вів підпільну революційну роботу, перебував на нелегальному становищі в Баку та Санкт-Петербурзі. Учасник російської революції 1905—1907 років. У 1905 році — член виконавчого комітету Петербурзької ради від Путилівського заводу.
У 1905 році заарештований, з 1905 по 1906 рік перебував у в'язниці міста Санкт-Петербурга.
У 1906—1907 роках — член військової організації РСДРП у місті Харбіні. У 1907 році брав участь у підготовці збройного повстання у місті Владивостоці, але до його початку був заарештований.
Наприкінці 1908 року емігрував до Бельгії, де закінчив у 1911 році Вище технічне училище в Брюсселі. У 1911 році повернувся до Російської імперії.
У 1911—1913 роках — конструктор, у 1913—1914 роках — майстер заводу Товариства механічних заводів братів Бромлей у Москві.
У 1914—1915 роках — військовослужбовець російської імператорської армії. За революційну діяльність був заарештований, відправлений працювати на завод в місті Карсі.
У 1915—1917 роках — інженер металообробного заводу «Франц Круль» у місті Ревелі (тепер — Таллінні).
У 1917—1918 роках — головний механік Петроградського заводу Товариства братів Нобель. Учасник жовтневого перевороту 1917 року в Петрограді.
У листопаді 1917 — 1918 року — член колегії Народного комісаріату торгівлі РРФСР.
У 1918—1919 роках — заступник голови Надзвичайної комісії з постачання Червоної армії. 
З 1919 року — начальник військового постачання Українського фронту, комісар 12-ї армії РСЧА.
У 1919—1920 роках — голова Центрального правління артилерійських заводів.
У 1920 році — заступник народного комісара шляхів сполучення РРФСР
У 1920—1926 роках — голова правління об'єднання «Азнафта» в місті Баку. 
Одночасно з 1921 року — заступник голови Вищої ради народного господарства (ВРНГ) РРФСР.
З 1924 року одночасно викладав у Азербайджанському політехнічному інституті, Московській гірничій академії, інституті народного господарства імені Плеханова.
У 1926—1928 роках — голова правління Всеросійського «Нафтосиндикату».
Одночасно в 1926—1930 роках — заступник голови Вищої ради народного господарства (ВРНГ) СРСР.
З 1927 по квітень 1933 року — голова правління Головного управління по кольорових металах, золоту і платині («Головкольорметзолото») ВРНГ СРСР у місті Іркутську, член колегії Народного комісаріату фінансів СРСР.
У 1932 — вересні 1937 року — заступник народного комісара важкої промисловості СРСР.
Одночасно в квітні 1933 — грудні 1936 року — начальник Головного управління золото-платинової промисловості («Головзолото») Народного комісаріату важкої промисловості СРСР.
23 вересня 1937 року заарештований органами НКВС. Засуджений Військовою колегією Верховного суду СРСР 8 лютого 1938 року до страти, розстріляний 10 лютого 1938 року. Похований на полігоні «Комунарка» біля Москви.
19 травня 1956 року реабілітований, 9 червня 1956 року посмертно відновлений у партії.

## Нагороди
- орден Леніна (31.03.1931)
- орден Червоної Зірки (22.03.1935)
- орден Трудового Червоного Прапора
- орден Червоного Прапора Азербайджанської РСР (28.03.1921)